# بابلو جويدي
بابلو أدريان جويدي بارييرو (بالإسبانية: Pablo Adrián Guede Barriero)، هو لاعب كرة قدم أرجنتيني سابق.

## حياته كمدرب

### بداية التدريب
بدأ جويدي تدريب نادي الهواة الإسباني إل بالو حيث مكث هناك موسم (13-2012). في يونيو 2013، وقع كمدرب لفريق نويفا شيكاجو في الدوري الارجنتني للدرجة الثانية، عائداً بذلك إلى وطنه الأرجنتين بعد سبعة عشر عاماً قضاها خارجها.

### بالستينو
في منتصف عام 2014 ، انتقل إلى فريق بالستينو في الدوري التشيلي لكرة القدم. بعد أن انتهى في المركز الرابع من جدول الدوري وتأهله أيضاً لدخول بطولة كأس ليبرتادوريس 2015، وتأهل الفريق إلى المسابقة القارية بعد فوزه 6-1 على سانتياغو واندررز في فالبارايسو الذي حطم غياب 37 عامًا للفريق عن بطولة كونميبول.
في ليبرتادوريس، وصل إلى التأهل التاريخي في مرحلة المجموعات بعد تغلبه على ناسيونال مونتيفيديو، ولكن فشل النادي في التقدم في مرحلة خروج المغلوب بعد أن احتل المركز الثالث خلف بوكا جونيورز ومونتيفيديو واندررز من الأوروغواي. في 13 نوفمبر 2015، بعد مفاوضات طويلة، ترك جويدي بالستينو من أجل القيام بتدريب النادي الأرجنتيني المرموق نادي سان لورينزو.
في عام 2018، تعاقد مع نادي الأهلي السعودي لمدة موسمين.

## الإنجازات

### نويفا شيكاجو
- بريميرا ب متروبوليتانا: 14-2013

### نادي سان لورينزو
- كأس السوبر الأرجنتيني : 2015

### كولو-كولو
- كأس تشيلي: 2016
- الدوري التشيلي لكرة القدم: 2017
- كأس السوبر التشيلي (2): 2017، 2018

## روابط خارجية
- بابلو جويدي على موقع قاعدة بيانات كرة القدم.إي يو (الإنجليزية)
- بابلو جويدي على موقع Soccerway.com (الإنجليزية)